# Manchester United Football Club 1985-1986
Questa voce raccoglie le informazioni riguardanti il Manchester United Football Club nelle competizioni ufficiali della stagione 1985-1986.

## Stagione
Presentatosi all'avvio della stagione con una rosa rimasta quasi immutata rispetto alla stagione precedente, il Manchester United affrontò come primo impegno il Charity Shield contro i vincitori della First Division dell'Everton, venendo sconfitto per 2-0.
Squalificati dalla Coppa delle Coppe in seguito al bando della UEFA prescritto ai club inglesi dopo la strage dell'Heysel, i Red Devils iniziarono il campionato vincendo le prime dieci partite e mantenendo l'imbattibilità fino alla quindicesima giornata; dopo la sconfitta in trasferta dallo Sheffield Weds seguirono alcuni risultati alterni che permisero l'avvicinamento del Liverpool e del West Ham Utd, rispettivamente capaci di passare da -10 e -14 della quindicesima giornata a -5 al termine del giro di boa. I Red Devils avevano peraltro già affrontato queste due squadre nella Coppa di Lega: dopo aver eliminato il Crystal Palace nel doppio confronto dei trentaduesimi di finale, il Manchester United estromise gli Hammers ai sedicesimi con un gol di Whiteside, ma vennero eliminati dai Reds nel turno successivo.
Impegnati in FA Cup a partire da gennaio, i Red Devils si qualificarono per gli ottavi di finale estromettendo il Rochdale e il Sunderland, quest'ultimo dopo la disputa di due gare a causa del permanere della situazione di parità dopo i tempi supplementari del primo match. In campionato i Red Devils, malgrado l'arrivo di alcuni giocatori che costituiranno l'intelaiatura della squadra per gli anni a venire, continuò a fornire prestazioni alterne, perdendo il comando della classifica il 2 febbraio, quando subirono una rimonta allo scadere dello scontro diretto del Boleyn Ground. Gli stessi Hammers estrometteranno il Manchester United anche dalla FA Cup, sconfiggendolo al replay del 9 marzo dopo che, una settimana prima, l'incontro si era concluso in parità.
Negli ultimi mesi della stagione i Red Devils, distratti dalla notizia dell'ingaggio di Mark Hughes al Barcellona e sul futuro incerto di Atkinson, proseguirono nel loro cammino irregolare perdendo, all'ultima giornata, anche la terza posizione: la squadra concluderà il campionato al quarto posto, senza avere la possibilità di partecipare alla Coppa UEFA per effetto della squalifica comminata dalla confederazione ai club inglesi.

## Maglie e sponsor
Lo sponsor tecnico per la stagione 1985-1986 è Adidas, mentre lo sponsor ufficiale è Sharp. I motivi delle divise sono gli stessi della stagione 1983-1984.
| Casa | Trasferta | Terza divisa |  |

## Rosa
| N. |                        | Ruolo | Calciatore        |
| -- | ---------------------- | ----- | ----------------- |
|    | Inghilterra (bandiera) | P     | Gary Bailey       |
|    | Inghilterra (bandiera) | P     | Chris Turner      |
|    | Scozia (bandiera)      | D     | Arthur Albiston   |
|    | Galles (bandiera)      | D     | Clayton Blackmore |
|    | Inghilterra (bandiera) | D     | Mike Duxbury      |
|    | Inghilterra (bandiera) | D     | Billy Garton      |
|    | Inghilterra (bandiera) | D     | John Gidman       |
|    | Inghilterra (bandiera) | D     | Mark Higgins      |
|    | Scozia (bandiera)      | D     | Graeme Hogg       |
|    | Irlanda (bandiera)     | D     | Paul McGrath      |
|    | Inghilterra (bandiera) | D     | Simon Ratcliffe   |
|    | Danimarca (bandiera)   | D     | John Sivebæk      |
|    | Inghilterra (bandiera) | C     | Mark Dempsey      |
|    | Inghilterra (bandiera) | C     | Colin Gibson      |

| N. |                             | Ruolo | Calciatore              |
| -- | --------------------------- | ----- | ----------------------- |
|    | Irlanda (bandiera)          | C     | Alan McLoughlin         |
|    | Irlanda (bandiera)          | C     | Kevin Moran             |
|    | Inghilterra (bandiera)      | C     | Remi Moses              |
|    | Danimarca (bandiera)        | C     | Jesper Olsen            |
|    | Inghilterra (bandiera)      | C     | Bryan Robson (capitano) |
|    | Scozia (bandiera)           | C     | Gordon Strachan         |
|    | Irlanda del Nord (bandiera) | C     | Norman Whiteside        |
|    | Inghilterra (bandiera)      | A     | Peter Barnes            |
|    | Scozia (bandiera)           | A     | Alan Brazil             |
|    | Inghilterra (bandiera)      | A     | Peter Davenport         |
|    | Inghilterra (bandiera)      | A     | Terry Gibson            |
|    | Galles (bandiera)           | A     | Mark Hughes             |
|    | Irlanda (bandiera)          | A     | Frank Stapleton         |
|    | Inghilterra (bandiera)      | A     | Nicky Wood              |

## Calciomercato
| Acquisti | Acquisti        | Acquisti          | Acquisti               |
| R.       | Nome            | da                | Modalità               |
| -------- | --------------- | ----------------- | ---------------------- |
| P        | Chris Turner    | Sunderland        | definitivo (275.000 £) |
| D        | Mark Higgins    | Everton           | definitivo (60.000 £)  |
| D        | John Sivebæk    | Vejle             | definitivo (285.000 £) |
| D        | Colin Gibson    | Aston Villa       | definitivo (275.000 £) |
| A        | Peter Davenport | Nottingham Forest | definitivo (570.000 £) |
| A        | Terry Gibson    | Coventry City     | definitivo (600.000 £) |
| A        | Nicky Wood      |                   | definitivo             |

| Cessioni | Cessioni       | Cessioni      | Cessioni              |
| R.       | Nome           | a             | Modalità              |
| -------- | -------------- | ------------- | --------------------- |
| P        | Stephen Pears  | Middlesbrough | definitivo (80.000 £) |
| D        | Gordon McQueen | Seiko         | definitivo            |
| C        | Arthur Graham  | Bradford PA   | definitivo            |
| C        | Arnold Mühren  | Ajax          | definitivo            |

## Risultati

### First Division
| Manchester 17 agosto 1985 1ª giornata | Manchester Utd | 4 – 0 | Aston Villa | Old Trafford |

| Ipswich 20 agosto 1985 2ª giornata | Ipswich Town | 0 – 1 | Manchester Utd | Portman Road |

| Londra 24 agosto 1985 3ª giornata | Arsenal | 2 – 1 | Manchester Utd | Highbury Stadium |

| Manchester 26 agosto 1985 4ª giornata | Manchester Utd | 2 – 0 | West Ham Utd | Old Trafford |

| Nottingham 31 agosto 1985 5ª giornata | Nottingham Forest | 1 – 3 | Manchester Utd | City Ground |

| Manchester 4 settembre 1985 6ª giornata | Manchester Utd | 3 – 0 | Newcastle Utd | Old Trafford |

| Manchester 7 settembre 1985 7ª giornata | Manchester Utd | 3 – 0 | Oxford Utd | Old Trafford |

| Manchester 14 settembre 1985 8ª giornata | Manchester City | 0 – 3 | Manchester Utd | Maine Road |

| West Bromwich 21 settembre 1985 9ª giornata | West Bromwich | 1 – 5 | Manchester Utd | The Hawthorns |

| Manchester 28 settembre 1985 10ª giornata | Manchester Utd | 1 – 0 | Southampton | Old Trafford |

| Luton 5 ottobre 1985 11ª giornata | Luton Town | 1 – 1 | Manchester Utd | Kenilworth Road |

| Manchester 12 ottobre 1985 12ª giornata | Manchester Utd | 2 – 0 | QPR | Old Trafford |

| Manchester 19 ottobre 1985 13ª giornata | Manchester Utd | 1 – 1 | Liverpool | Old Trafford |

| Londra 26 ottobre 1986 14ª giornata | Chelsea | 1 – 2 | Manchester Utd | Stamford Bridge |

| Manchester 2 novembre 1986 15ª giornata | Manchester Utd | 2 – 0 | Coventry City | Old Trafford |

| Sheffield 9 novembre 1985 16ª giornata | Sheffield Weds | 2 – 2 | Manchester Utd | Hillsborough Park |

| Manchester 16 novembre 1985 17ª giornata | Manchester Utd | 0 – 0 | Tottenham | Old Trafford |

| Leicester 23 novembre 1985 18ª giornata | Leicester City | 3 – 0 | Manchester Utd | Filbert Street |

| Manchester 30 novembre 1985 19ª giornata | Manchester Utd | 1 – 1 | Watford | Old Trafford |

| Manchester 7 dicembre 1985 20ª giornata | Manchester Utd | 1 – 0 | Ipswich Town | Old Trafford |

| Birmingham 14 dicembre 1985 21ª giornata | Aston Villa | 1 – 3 | Manchester Utd | Villa Park |

| Manchester 21 dicembre 1985 22ª giornata | Manchester Utd | 0 – 1 | Arsenal | Old Trafford |

| Liverpool 26 dicembre 1985 23ª giornata | Everton | 3 – 1 | Manchester Utd | Goodison Park |

| Manchester 1º gennaio 1986 25ª giornata | Manchester Utd | 1 – 0 | Birmingham City | Old Trafford |

| Oxford 11 gennaio 1986 34ª giornata | Oxford Utd | 3 – 1 | Manchester Utd | Manor Ground |

| Manchester 18 gennaio 1986 27ª giornata | Manchester Utd | 2 – 3 | Nottingham Forest | Old Trafford |

| Londra 2 febbraio 1986 28ª giornata | West Ham Utd | 2 – 1 | Manchester Utd | Boleyn Ground |

| Liverpool 9 febbraio 1986 29ª giornata | Liverpool | 1 – 1 | West Ham Utd | Anfield Road |

| Manchester 22 febbraio 1986 30ª giornata | Manchester Utd | 3 – 0 | West Bromwich | Old Trafford |

| Southampton 1º marzo 1986 31ª giornata | Southampton | 1 – 0 | Manchester Utd | St Mary's Stadium |

| Londra 15 marzo 1985 33ª giornata | QPR | 1 – 0 | Manchester Utd | Loftus Road |

| Manchester 19 marzo 1986 32ª giornata | Manchester Utd | 2 – 0 | Luton Town | Old Trafford |

| Manchester 22 marzo 1986 26ª giornata | Manchester Utd | 2 – 2 | Manchester City | Old Trafford |

| Birmingham 29 marzo 1986 35ª giornata | Birmingham City | 1 – 1 | Manchester Utd | St Andrew's |

| Manchester 31 marzo 1985 36ª giornata | Manchester Utd | 0 – 0 | Everton | Old Trafford |

| Coventry 5 aprile 1986 37ª giornata | Coventry City | 1 – 3 | Manchester Utd | Highfield Road |

| Manchester 9 aprile 1986 38ª giornata | Manchester Utd | 1 – 2 | Chelsea | Old Trafford |

| Manchester 13 aprile 1986 39ª giornata | Manchester Utd | 0 – 2 | Sheffield Weds | Old Trafford |

| Newcastle-Upon-Tyne 16 aprile 1986 24ª giornata | Newcastle Utd | 2 – 4 | Manchester Utd | St James' Park |

| Londra 19 aprile 1986 40ª giornata | Tottenham | 0 – 0 | Manchester Utd | White Hart Lane |

| Manchester 26 aprile 1986 41ª giornata | Manchester Utd | 4 – 0 | Leicester City | Old Trafford |

| Watford 3 maggio 1986 42ª giornata | Watford | 1 – 1 | Manchester Utd | Vicarage Road |

### Charity Shield
| Londra 10 agosto 1985 | Everton | 2 – 0 | Manchester Utd | Wembley Stadium (82.000 spett.) |

### FA Cup
| 9 gennaio 1986 Trentaduesimi di finale | Manchester Utd | 2 – 0 | Rochdale | (40.223 spett.) |

| 25 gennaio 1986 Sedicesimi di finale | Sunderland | 0 – 0 (d.t.s.) | Manchester Utd | (35.484 spett.) |

| 29 gennaio 1986 Sedicesimi di finale - Replay | Manchester Utd | 3 – 0 | Sunderland | (43.402 spett.) |

| 5 marzo 1986 Ottavi di finale | West Ham Utd | 1 – 1 | Manchester Utd | (26.441 spett.) |

| 9 marzo 1986 Ottavi di finale - Replay | Manchester Utd | 0 – 2 | West Ham Utd | (30.441 spett.) |

### League Cup
| 24 settembre 1985 Trentaduesimi di finale - Andata | Crystal Palace | 0 – 1 | Manchester Utd | (21.507 spett.) |

| 9 ottobre 1985 Trentaduesimi di finale - Ritorno | Manchester Utd | 1 – 0 | Crystal Palace | (26.118 spett.) |

| 29 ottobre 1985 Sedicesimi di finale | Manchester Utd | 1 – 0 | West Ham Utd | (32.056 spett.) |

| 26 novembre 1985 Ottavi di finale | Liverpool | 2 – 1 | Manchester Utd | (41.291 spett.) |

## Statistiche di squadra

### Statistiche di squadra
| Competizione        | Punti | In casa | In casa | In casa | In casa | In casa | In casa | In trasferta | In trasferta | In trasferta | In trasferta | In trasferta | In trasferta | Totale | Totale | Totale | Totale | Totale | Totale | DR  |
| Competizione        | Punti | G       | V       | N       | P       | Gf      | Gs      | G            | V            | N            | P            | Gf           | Gs           | G      | V      | N      | P      | Gf     | Gs     | DR  |
| ------------------- | ----- | ------- | ------- | ------- | ------- | ------- | ------- | ------------ | ------------ | ------------ | ------------ | ------------ | ------------ | ------ | ------ | ------ | ------ | ------ | ------ | --- |
| First Division      | 76    | 21      | 12      | 5       | 4       | 35      | 12      | 21           | 10           | 5            | 6            | 35           | 24           | 42     | 22     | 10     | 10     | 70     | 36     | +34 |
| FA Cup              | -     | 3       | 2       | 0       | 1       | 5       | 2       | 2            | 0            | 2            | 0            | 1            | 1            | 5      | 2      | 2      | 1      | 6      | 3      | +3  |
| Football League Cup | -     | 2       | 2       | 0       | 0       | 2       | 0       | 2            | 1            | 0            | 1            | 2            | 2            | 4      | 3      | 0      | 1      | 4      | 2      | +2  |
| Totale              | -     | 26      | 16      | 5       | 5       | 42      | 14      | 25           | 11           | 7            | 7            | 38           | 27           | 51     | 27     | 12     | 12     | 80     | 41     | +39 |

### Andamento in campionato
| Giornata  | 1 | 2 | 3 | 4 | 5 | 6 | 7 | 8 | 9 | 10 | 11 | 12 | 13 | 14 | 15 | 16 | 17 | 18 | 19 | 20 | 21 | 22 | 23 | 24 | 25 | 26 | 27 | 28 | 29 | 30 | 31 | 32 | 33 | 34 | 35 | 36 | 37 | 38 | 39 | 40 | 41 | 42 |
| --------- | - | - | - | - | - | - | - | - | - | -- | -- | -- | -- | -- | -- | -- | -- | -- | -- | -- | -- | -- | -- | -- | -- | -- | -- | -- | -- | -- | -- | -- | -- | -- | -- | -- | -- | -- | -- | -- | -- | -- |
| Luogo     | C | T | T | C | T | C | C | T | T | C  | T  | C  | C  | T  | C  | T  | C  | T  | C  | C  | T  | C  | T  | C  | T  | C  | T  | T  | C  | T  | T  | C  | C  | T  | C  | T  | C  | C  | T  | T  | C  | T  |
| Risultato | V | V | V | V | V | V | V | V | V | V  | N  | V  | N  | V  | V  | P  | N  | P  | N  | V  | V  | P  | P  | V  | V  | P  | P  | N  | V  | P  | P  | V  | N  | N  | N  | V  | P  | P  | V  | N  | V  | N  |
| Posizione | 1 | 1 | 1 | 1 | 1 | 1 | 1 | 1 | 1 | 1  | 1  | 1  | 1  | 1  | 1  | 1  | 1  | 1  | 1  | 1  | 1  | 1  | 1  | 1  | 1  | 1  | 2  | 2  | 2  | 2  | 3  | 3  | 3  | 3  | 3  | 3  | 3  | 3  | 3  | 3  | 3  | 4  |

Fonte:  Premier League 1985/1986, su calcio.com.
Legenda:

Luogo: C = Casa; T = Trasferta. Risultato: V = Vittoria; N = Pareggio; P = Sconfitta.

### Statistiche dei giocatori
| Giocatore     | First Division | First Division | FA Cup   | FA Cup | Coppa di Lega | Coppa di Lega | Totale   | Totale |
| Giocatore     | Presenze       | Reti           | Presenze | Reti   | Presenze      | Reti          | Presenze | Reti   |
| ------------- | -------------- | -------------- | -------- | ------ | ------------- | ------------- | -------- | ------ |
| A. Albiston   | 37             | 1              | 5        | 0      | 3             | 0             | 45       | 1      |
| G. Bailey     | 25             | -?             | 2        | -?     | 4             | -?            | 31       | -?     |
| P. Barnes     | 13             | 2              | 0        | 0      | 3             | 1             | 16       | 3      |
| C. Blackmore  | 12             | 3              | 4        | 0      | 2             | 0             | 18       | 3      |
| A. Brazil     | 11             | 3              | 0        | 0      | 4             | 0             | 15       | 3      |
| P. Davenport  | 11             | 1              | 0        | 0      | 0             | 0             | 11       | 1      |
| M. Dempsey    | 1              | 0              | 0        | 0      | 0             | 0             | 1        | 0      |
| M. Duxbury    | 23             | 1              | 3        | 0      | 3             | 0             | 29       | 1      |
| B. Garton     | 10             | 0              | 1        | 0      | 0             | 0             | 11       | 0      |
| C. Gibson     | 18             | 5              | 4        | 0      | 0             | 0             | 22       | 5      |
| T. Gibson     | 7              | 0              | 0        | 0      | 0             | 0             | 7        | 0      |
| J. Gidman     | 24             | 0              | 2        | 0      | 1             | 0             | 27       | 0      |
| M. Higgins    | 6              | 0              | 2        | 0      | 1             | 0             | 9        | 0      |
| A. McLoughlin | 0              | 0              | 0        | 0      | 0             | 0             | 0        | 0      |
| K. Moran      | 19             | 0              | 3        | 0      | 4             | 0             | 26       | 0      |
| R. Moses      | 4              | 0              | 0        | 0      | 0             | 0             | 4        | 0      |
| G. Hogg       | 17             | 0              | 0        | 0      | 2             | 0             | 19       | 0      |
| M. Hughes     | 40             | 17             | 3        | 1      | 2             | 0             | 45       | 18     |
| P. McGrath    | 40             | 3              | 4        | 0      | 4             | 1             | 48       | 4      |
| J. Olsen      | 28             | 11             | 5        | 2      | 3             | 0             | 36       | 13     |
| S. Ratcliffe  | 0              | 0              | 0        | 0      | 0             | 0             | 0        | 0      |
| B. Robson     | 21             | 7              | 3        | 0      | 2             | 0             | 26       | 7      |
| J. Sivebæk    | 3              | 0              | 0        | 0      | 0             | 0             | 3        | 0      |
| F. Stapleton  | 41             | 7              | 5        | 2      | 4             | 0             | 50       | 9      |
| G. Strachan   | 28             | 5              | 5        | 0      | 1             | 0             | 34       | 5      |
| C. Turner     | 17             | -?             | 2        | -?     | 0             | -?            | 19       | -?     |
| N. Whiteside  | 37             | 4              | 5        | 1      | 4             | 2             | 46       | 7      |
| N. Wood       | 1              | 0              | 0        | 0      | 0             | 0             | 1        | 0      |